# Aurora (Missouri)
Aurora è un comune degli Stati Uniti d'America, situato nello Stato del Missouri, nella contea di Lawrence.